# Marco Schönbächler
Marco Schönbächler (Urdorf, 11 gennaio 1990) è un calciatore svizzero, centrocampista dell'Urdorf.

## Palmarès

### Club

#### Competizioni nazionali
- Campionato svizzero: 2

Zurigo: 2006-2007, 2008-2009
- Coppa Svizzera: 3

Zurigo: 2013-2014, 2015-2016, 2017-2018
- Challenge League: 1

Zurigo: 2016-2017